# Deutsche Fußball-Amateurmeisterschaft 1972
Deutscher Fußball-Amateurmeister 1972 wurde der FSV Frankfurt. Im Finale setzte sich die Frankfurter mit 2:1 gegen den TSV Marl-Hüls durch.

## Teilnehmende Mannschaften
| Mannschaften | Mannschaften           | Ligen Saison 1971/72                                      |
|              | Eichholzer SV          | Landesliga Schleswig-Holstein                             |
|              | SC Victoria Hamburg    | Landesliga Hamburg                                        |
|              | Werder Bremen (A)      | Amateurliga Bremen                                        |
|              | TuS Haste 01           | Landesliga Niedersachsen                                  |
|              | BFC Preussen           | Amateurliga Berlin                                        |
|              | TSV Marl-Hüls          | Verbandsliga Westfalen Staffel 1                          |
|              | SC Jülich 1910         | Verbandsliga Mittelrhein                                  |
|              | VfB 06/08 Remscheid    | Verbandsliga Niederrhein                                  |
|              | FSV Frankfurt          | Amateurliga Hessen                                        |
|              | VfB Wissen             | Amateurliga Rheinland                                     |
|              | FC Rodalben            | Amateurliga Südwest                                       |
|              | SV Saar 05 Saarbrücken | Amateurliga Saarland                                      |
|              | FV 09 Weinheim         | 1. Amateurliga Baden                                      |
|              | Lahrer FV 03           | 1. Amateurliga Südbaden                                   |
|              | 1. FC Normannia Gmünd  | 1. Amateurliga Württemberg 1. Amateurliga Nordwürttemberg |
|              | MTV Ingolstadt         | 1. Amateurliga Bayern                                     |

## Vorrunde
|                        | Gesamt |                     | Hinspiel | Rückspiel |
| ---------------------- | ------ | ------------------- | -------- | --------- |
| SC Victoria Hamburg    | 2:3    | Lahrer FV 03        | 1:1      | 1:2       |
| SV Saar 05 Saarbrücken | 3:5    | VfB 06/08 Remscheid | 1:3      | 2:2       |
| Werder Bremen (A)      | 3:4    | TSV Marl-Hüls       | 1:1      | 2:3       |
| BFC Preussen           | 2:7    | SC Jülich 1910      | 1:3      | 1:4       |
| MTV Ingolstadt         | 3:0    | VfB Wissen          | 2:0      | 1:0       |
| Eichholzer SV          | 5:2    | FC Rodalben         | 1:1      | 4:1       |
| 1. FC Normannia Gmünd  | 5:3    | FV 09 Weinheim      | 3:0      | 2:3       |
| FSV Frankfurt          | 9:1    | TuS Haste 01        | 3:0      | 6:1       |

## Viertelfinale
|                | Gesamt          |                       | Hinspiel | Rückspiel |
| -------------- | --------------- | --------------------- | -------- | --------- |
| Eichholzer SV  | 01:10           | 1. FC Normannia Gmünd | 0:2      | 1:8       |
| TSV Marl-Hüls  | 2:0             | MTV Ingolstadt        | 1:0      | 1:0       |
| FSV Frankfurt  | 5:1             | Lahrer FV 03          | 1:1      | 4:0       |
| SC Jülich 1910 | 4:4 (4:3 i. E.) | VfB 06/08 Remscheid   | 1:1      | 3:3 n. V. |

## Halbfinale
|               | Gesamt          |                       | Hinspiel | Rückspiel |
| ------------- | --------------- | --------------------- | -------- | --------- |
| FSV Frankfurt | 3:2             | 1. FC Normannia Gmünd | 3:0      | 0:2       |
| TSV Marl-Hüls | 6:6 (5:3 i. E.) | SC Jülich 1910        | 6:0      | 0:6 n. V. |

## Finale
| FSV Frankfurt                                          | FSV Frankfurt | TSV Marl-Hüls | TSV Marl-Hüls |
| ------------------------------------------------------ | --- | --- | ------------- |
| FSV Frankfurt                                          | \| Sonntag, 9. Juli 1972 in Neuwied (Städtisches Stadion) \| \| Ergebnis: 2:1 (1:1) \| \| Zuschauer: 10.000 \| \| Schiedsrichter: Rudolf Schröck (Riegelsberg) \|           | \| Sonntag, 9. Juli 1972 in Neuwied (Städtisches Stadion) \| \| Ergebnis: 2:1 (1:1) \| \| Zuschauer: 10.000 \| \| Schiedsrichter: Rudolf Schröck (Riegelsberg) \|                                             | TSV Marl-Hüls |
| FSV Frankfurt                                          | Jürgen Grün – Jürgen Kesper – Karl Walter, Mann, Herbert Wagner – Hubert Genz, Horst Trimhold , Peter Koch – Hermann Klebs, Hardt, Walter Seitz Cheftrainer: Erich Gehbauer | Wenglarczyk – Gerd Linka (86. Kusien) – Wilzewski (46. Gerick), Tiburski, Buczilowski – Spangenberg , Fischer, Krause – Pedro Milašinčić, Michael Krenz, Ernst Schulte-Kellinghaus Cheftrainer: Theo Gründken | TSV Marl-Hüls |
| FSV Frankfurt                                          | 1:1 Hubert Genz (45.) 2:1 Horst Trimhold (90.) | 0:1 Ernst Schulte-Kellinghaus (2.) | TSV Marl-Hüls |
| FSV Frankfurt                                          | Krenz (90.) | | TSV Marl-Hüls |
| Sonntag, 9. Juli 1972 in Neuwied (Städtisches Stadion) | | |               |
| Ergebnis: 2:1 (1:1)                                    | | |               |
| Zuschauer: 10.000                                      | | |               |
| Schiedsrichter: Rudolf Schröck (Riegelsberg)           | | |               |